# انگوری (غزنی)
انگوری (به لاتین: Anguri) یک شهرک در ولسوالی جاغوری ولایت غزنی در افغانستان است. انگوری از بزرگترین و پرجمعیت‌ترین مناطق جاغوری که در جنوب این ولسوالی هم‌مرز با ولایت زابل می‌باشد.

## تاریخچه
در دهه های ۱۹۸۰-۱۹۹۰، انگوری نقطه عطف خشونت قومی بین جوامع هزاره و پشتون بود. به دلیل جمعیت زیاد هزاره‌ها در این منطقه توسط دولت مرکزی عمدتا پشتون‌ها در کابل مورد بی‌توجهی قرار گرفته و در طول جنگ در افغانستان هدف حملات طالبان قرار گرفته است.

## اقتصاد
بازار انگوری یک شهر بازار برای مردم در ولسوالی جاغوری است. بازار انگوری در دهه اخیر توسعه یافته است و بازارها، مغازه‌ها و فروشگاه‌های جدید زیادی دارد.

## موقعیت جغرافیایی
انگوری از شمال با سنگ شانده و بادرزار و از شمال شرق با داود زیرک و از شرق با بیلاو هم مرز است. حوتقول در غرب انگوری قرار دارد و کوه‌های بال نه کوه در شمال غربی انگوری قرار دارد. دره الغیزار در جنوب است که به ولایت گلان می‌رسد.

## آموزش
سه دبیرستان دولتی (دبیرستان حوتقول-انگوری، دبیرستان دخترانه انگوری، دبیرستان استاد فاضل)، یک دبیرستان خصوصی کیان و مرکز آموزشی نیگینا در انگوری وجود دارد.